# Wierch (Gorce)
Wierch, Wierch Spalone (1091 m), Spalone – szczyt w Gorcach znajdujący się na grzbiecie odbiegającym od Turbacza na północ. Kolejne szczyty w tym grzbiecie (poczynając od Turbacza) to: Czoło Turbacza (1259 m), Kopieniec (1080 m), Wierch (1091 m), Turbaczyk i Basielka (1023 m). Zachodnie zbocza Wierchu opadają do doliny potoku Turbacz, wschodnie do doliny potoku Rostoka. Pod szczytem znajduje się zarastająca polana Spalone z ruiną szałasu. Niżej, w kierunku Turbaczyka znajduje się jeszcze druga, również zarastająca polana Solmisko. Rejon szczytu porośnięty jest buczyną karpacką. Zachował się tutaj drzewostan z bardzo starymi okazami buków. Dawniej, przed utworzeniem Gorczańskiego Parku Narodowego obszar ten wchodził w skład rezerwatu „Turbacz”.
Wierch znajduje się w granicach wsi Poręba Wielka w województwie małopolskim, w powiecie limanowskim, w gminie Niedźwiedź.

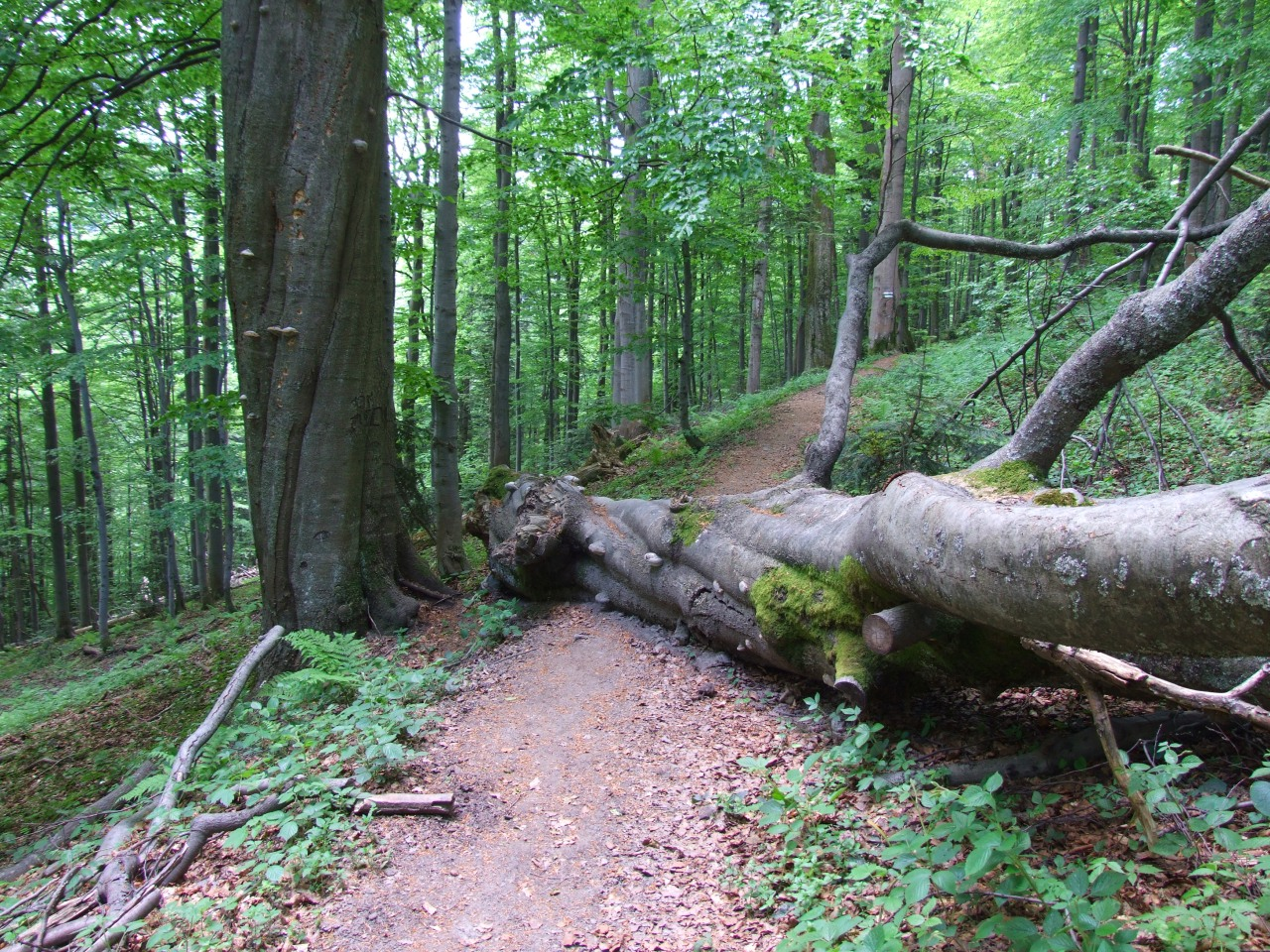
Wiekowe buki w dawnym rezerwacie „Turbacz”

## Szlaki turystyczne
Niedźwiedź – Orkanówka – Łąki – Turbaczyk – Wierch – Czoło Turbacza – Turbacz. Odległość 10,8 km, suma podejść 970 m, suma zejść 240 m, czas przejścia 3 godz. 25 min, z powrotem 2 godz. 20 min.